# Cartoon Network (Wielka Brytania i Irlandia)
Cartoon Network (Wielka Brytania i Irlandia) – angielskojęzyczna (wersja dla Wielkiej Brytanii i Irlandii) stacja telewizyjna, która jest częścią międzynarodowego Cartoon Network, który służy przede wszystkim do emitowania programów dla dzieci.
Program Cartoon Network Wielka Brytania i Irlandia wystartował jako pierwsza wersja stacji skierowana dla Europejczyków 17 września 1993 roku.
Kanał ten nadaje klasyczne kreskówki z wytwórni Hanna-Barbera i Warner Bros. oraz produkcje własne Cartoon Network.
Początkowo brytyjska wersja Cartoon Network była nadawana od 06:00 do 21:00 z kanałem filmowym TNT, później TCM. W latach 90. XX wieku była dostępna także w Polsce jako kanał niekodowany na satelicie Astra (19,2E) oraz w sieciach kablowych. Obecnie ten kanał nadaje przez 24 godziny i jest dostępny na platformie cyfrowej Sky Digital w Wielkiej Brytanii.

## Seriale animowane
| Aktualnie w emisji: - Atomówki (2016) - Ben 10 (2016) - Clarence - Justice League Action - Klopsiki i inne zjawiska pogodowe - Lego: Rycerze Nexo - Magiczne magiimiecze - Młodzi Tytani: Akcja! - Niesamowity świat Gumballa - Ninjago: Mistrzowie spinjitzu - OK K.O.! Po prostu walcz - Pora na przygodę! - Steven Universe - Transformers: Robots in Disguise - Wujcio Dobra Rada - Yo-kai Watch - Zwyczajny serial | Dawniej: - 13 demonów Scooby Doo - Ace Ventura: Psi detektyw - Angelo rządzi - Animaniacy - Alvin i wiewiórki - Atomowa Betty - Atomówki - Atomrówek - Augie Piesek i pies Tata - Bakugan: Młodzi wojownicy - Batman (1992) - Batman (2004) - Batman przyszłości - Batman: Odważni i bezwzględni - Ben 10 - Ben 10: Obca potęga - Ben 10: Ultimate Alien - Bliźniaki Cramp - Całkiem nowe przygody Toma i Jerry’ego - Chojrak – tchórzliwy pies - Chop Socky Chooks: Kung Fu Kurczaki - Chowder - Chris Colorado - Co nowego u Scooby’ego? - Co za kreskówka! - Cubix - Dastardly i Muttley - Detektyw Pchełka na tropie - Dink, mały dinozaur - Dino Chłopak - Dom dla Zmyślonych Przyjaciół pani Foster - Don Kojote i Sancho Panda - Dragon Ball (Anime) - Dragon Ball Z - Droopy i Dripple - Droopy, superdetektyw - Dwa głupie psy - Dynomutt, Dog Wonder - Dzieciństwo Flintstonów - Dzielna Mysz - Ed, Edd i Eddy - Edek Debeściak - Fantastyczna Czwórka (1967) - Fantastyczna Czwórka (1978) - Fantastyczna Czwórka (2006) - Figle z Flintstonami - Flintstonowie - Frankenstein Jr. and The Impossibles - Freakazoid! - Garfield i przyjaciele - Generator Rex - George prosto z drzewa - Głupi i głupszy - Godzilla (serial animowany 1978) - Goryl Magilla - Gwiezdne wojny: Wojny klonów (2008) - Gwiezdne wojny: Wojny klonów (2003) - Harcerz Lazlo - Harlem Globetrotters - He-Man i władcy wszechświata (2002) - Heathcliff i Dingbat - Heathcliff i Marmaduke - Hero 108 - Hi Hi Puffy AmiYumi - Hong Kong Phooey - Hrabia Kaczula - Jabberjaw - Jam Łasica - Jana z dżungli - Jaskiniątka - Jetsonowie - Johnny Bravo - Johnny Test - Jonny Quest - Josie i Kociaki - Kaczor Dodgers - Kapitan Grotman i Aniołkolatki - Klasa 3000 - Kocia ferajna - Kosmiczna rodzinka - Kosmiczny Duch - Krowa i Kurczak - Królik Bugs przedstawia - Krypto superpies - Kryptonim: Klan na drzewie - Kudłaty i Scooby Doo na tropie - Laboratorium Dextera - Lew Lippy - Liga Sprawiedliwych - Liga Sprawiedliwych bez granic - Loonatics Unleashed - Looney Tunes: Maluchy w pieluchach - Loopy de Loop - Łebski Harry - Maska - Megas XLR - Mike, Lu i Og - Mistrzowie kaijudo - Miś Yogi - Młodzi Tytani - Mój partner z sali gimnastycznej jest małpą - Mroczne przygody Billy’ego i Mandy - Mroczni i źli - Mucha Lucha - Nieustraszeni Bracia Adrenalini - Niezwykłe przypadki Flapjacka - Nowe przygody Freda i Barniego - Nowe przygody Kapitana Planety - Nowe przygody Toma i Jerry’ego - Nowe zagadki Scooby Doo - Nowy Scooby Doo - Nowy Scooby i Scrappy Doo - Odlotowe wyścigi - Omer (serial animowany) - Owca w Wielkim Mieście - Owocowe ludki - Ozzy i Drix - Pebbles i Bamm-Bamm - Perypetie Penelopy Pitstop - Peter Potamus - Pies Huckleberry - Pinky i Mózg - Piraci Mrocznych Wód - Pixie, Dixie i Pan Jinks - Podwójne życie Jagody Lee - Pokémon (anime) - Pomocy! To banda Kudłacza - Popeye - Popeye and Son - Pound Puppies - Prawdziwe przygody Jonny’ego Questa - Przygody Animków - Quick Draw McGraw - Richie Rich - Robotboy - Rodzina Addamsów - Różowa Pantera - Ruff i Reddy - Samuraj Jack - Scooby Doo - Scooby Doo i drużyna gwiazd - Scooby Doo, gdzie jesteś? - Scooby i Scrappy Doo (1979) - Scooby i Scrappy Doo (1980) - Sekretna Wiewiórka - Smerfy - Snagglepuss - Snooper i Blabber - Snorksi - Space Ghost Coast to Coast (W pasmie AKA Cartoon Network) - Spider-Man (1994) - Strażnicy czasu - SWAT Kats: Radykalny szwadron - Superman (1996) - Sylwester i Tweety na tropie - Synowie Różowej Pantery - Szczeniak zwany Scooby Doo - Szczenięce lata Toma i Jerry’ego - Szopy pracze - Szybki Buggy - Tajemniczy Sobotowie - Taz-Mania - Tex Avery przedstawia - The Gary Coleman Show - Tom i Jerry - Tomek i przyjaciele - Touché Turtle and Dum Dum - Transformerzy: Cybertron - Transformerzy: Wojna o Energon - Trzej muszkieterowie - Ufolągi - Wally Gator - Wiewiórek - Wilk hokej - X-Men: Ewolucja - Yakky Doodle - Yippee, Yappee and Yahooey - Yo Yogi! - Yogi, łowca skarbów - Zło w potrawce - Zwariowane melodie - Żukosoczek |